# Пливање на Летњим олимпијским играма 1900 — 200 метара слободно за мушкарце
Пливачка дисциплина на 200 метара слободно за мушкарце се одржавала први пут и била је једна од седам пливачких дисциплина на програму Летњих олимпијских игара 1900. у Паризу. Била је и накраћа дисцилина од три које су се пливале слободним стилом.
Учествовало је 26 пливача из 10 земаља. У полуфиналу 11. августа пливачи су били подељени у пет група група, две по 6, две по 5 и једна 4 такмичара. У финале су се пласирали победници група (КВ) и још петорица према постигнутом резултату (кв). Финале је одржано 12. августа 1900.

## Земље учеснице
| - Аустралија (1) - Аустрија (3) - Француска (13) - Немачко царство (1) | - Уједињено Краљевство (3) - Мађарска (1) - Италија (1) | - Холандија (1) - Шведска (1) - САД (1) |

## Победници
|                          |                        |                      |
| Фредерик Лејн Аустралија | Золтан Халмај Мађарска | Карл Руберл Аустрија |

## Резултати
У финале се пласирало 10 пливача и то првопласирани из 5 група (КВ) и 5 према постигнутом резултату (кв). 
| Место | Пливач                           | Резултат | Белешка |
| ----- | -------------------------------- | -------- | ------- |
| 1     | Ото Вале Аустрија                | 2:35,6   | КВ      |
| 2     | Робет Крошо Уједињено Краљевство | 2:40,0   | кв      |
| 3     | Јулиус Фреј Немачко царство      | 2:50,4   | кв      |
| 4     | Ерик Ериксон Шведска             | 3:05,8   |         |
| 5     | Паоло Буцети Италија             | 3:35,0   |         |

| Место | Пливач                          | Резултат | Белешка |
| ----- | ------------------------------- | -------- | ------- |
| 1     | Золтан Хамај Мађарска           | 14:52,0  | КВ      |
| 2     | Питер Кемп Уједињено Краљевство | 2:51,0   |         |
| 3     | Фере Француска                  | 3:12,2   |         |
| 4     | Виктор Каде Француска           | 3:24,0   |         |

| Место | Пливач                     | Резултат     | Белешка      |
| ----- | -------------------------- | ------------ | ------------ |
| 1     | Фредерик Лејн Аустралија   | 2:59,0       | КВ           |
| 2     | Тартара Француска          | 3:13,,0      |              |
| 3     | Victor Hochepied Француска | 3:46,6       |              |
| 4     | Тексије Француска          | 3:47,0       |              |
| 5     | Peyrusson Француска        | 3:47,6       |              |
| 6     | Пижол Француска            | Није завршио | Није завршио |

| Место | Пливач                            | Резултат | Белешка |
| ----- | --------------------------------- | -------- | ------- |
| 1     | Жил Клевено Француска             | 3:05,0   | КВ      |
| 2     | Herman Alexander de Bij Холандија | 3:10,4   |         |
| 3     | Фред Хендшел САД                  | 3:42,0   |         |
| 4     | Рихард фон Форегер Аустрија       | 4:32,0   |         |
| 5     | Léauté Француска                  | 4:39,4   |         |

### Полуфинале 5
| Место | Пливач                                  | Резултат | Белешка |
| ----- | --------------------------------------- | -------- | ------- |
| 1     | Карл Руберл Аустрија                    | 2:22,6   | КВ      |
| 2     | Фредерик Стејплтон Уједињено Краљевство | 2:47,0   | кв      |
| 3     | Луј Мартен Француска                    | 2:47,4   | кв      |
| 4     | Maurice Hochepied Француска             | 2:48,0   | кв      |
| 5     | Адам Француска                          | 4:28,0   |         |
| 6     | Роно Француска                          | 4:36,4   |         |

### Финале
Финале је одржано 12. августа. Лејн је лако победио, са више од шест секунди испред Хамaја и Руберл. Вале није стартовала у финалу.
| Место | Пливач                                  | Време          |                |
| ----- | --------------------------------------- | -------------- | -------------- |
|       | Фредерик Лејн Аустралија                | 2:25,2         |                |
|       | Золтан Хамај Мађарска                   | 2:31,4         |                |
|       | Карл Руберл Аустрија                    | 2:32,0         |                |
| 4     | Робет Крошо Уједињено Краљевство        | 2:45,6         |                |
| 5     | Maurice Hochepied Француска             | 2:53,0         |                |
| 6     | Фредерик Стејплтон Уједињено Краљевство | 2:55,0         |                |
| 7     | Жил Клевено Француска                   | 2:56,2         |                |
| 8     | Јулиус Фреј Немачко царство             | 2:58,2         |                |
| 9     | Луј Мартен Француска                    | Непознат       |                |
| —     | Ото Вале Аустрија                       | Није стартовао | Није стартовао |